# Pseudophryne pengilleyi
La rana corroboree settentrionale (Pseudophryne penigilleyi Wells & Wellington, 1985) è una specie di rana di terra australiana, originaria dell'Australia sud-orientale. 

## Descrizione
Una piccola specie di rana che raggiunge i 3 cm di lunghezza. Presenta un dorso a strisce gialle e nere, con una sfumatura verde sulle strisce gialle. Lo stesso motivo si estende sugli arti. Il ventre presenta venature bianche e nere, a volte con un giallo pallido al posto del bianco. La pupilla e l'iride sono nere. Le dita delle mani e dei piedi sono prive di palmo, entrambe prive di dischi. Sembra molto simile a rana corroboree meridionale, ma ha una distribuzione leggermente diversa e strisce gialle con una sfumatura verde, rispetto alle strisce gialle più brillanti di rana corroboree meridionale. 

## Habitat e conservazione
Vivono nelle praterie allagate (usate in estate per la riproduzione) e nei boschi adiacenti.  Le femmine depongono circa 25 uova nella vegetazione umida e si schiudono quando il livello dell'acqua aumenta.  Questo anfibio è classificato dalla IUCN come in pericolo critico di estinzione a causa della diminuzione della popolazione da parte della chitridiomicosi, della siccità, dei cambiamenti climatici e del bestiame. 
Le rane corroboree settentrionali vivono tra 750–1,800 metri sul livello del mare. Un tempo comune in tutta la regione delle Snowy Mountains nel Nuovo Galles del Sud e nell'ACT, la sua popolazione è diminuita drasticamente ed ora è nota solo in tre piccole sottopopolazioni: nelle Fiery Ranges nel Parco Nazionale di Kosciuszko nel Nuovo Galles del Sud e nelle Brindabella Ranges nel Parco Nazionale di Namadgi nell'ACT. 
La rana corroboree settentrionale non ha sofferto tanto quanto quella meridionale che ha subito un rapidissimo declino in pochissimo tempo. Nel 2004 la valutazione IUCN è stata declassata da "in pericolo critico" a "in pericolo", sebbene nel 2022 questa decisione sia stata revocata. È attualmente in atto un programma di riproduzione in cattività per contribuire a prevenirne l'estinzione. 